# Noccaea stenoptera
Noccaea stenoptera là một loài thực vật có hoa trong họ Cải. Loài này được (Boiss. & Reut.) F.K. Mey. mô tả khoa học đầu tiên năm 1973.